# Ситник бульбистий
Ситник бульбистий (Juncus bulbosus) — вид трав'янистих багаторічних рослин родини ситникові (Juncaceae).

## Опис
Не кореневищний вид. Стебла від прямовисних до розпростертих або плавучих, 0.3–3 дм, до 10 дм, коли рослина плавуча або занурена, круглі в перетині, 1–2 мм діаметром, гладкі; коли розпростерті, вкорінюються у вузлах. Катафілів 1, солом'яного кольору, верх гострий. Суцвіття дифузні з 1–8(30) головами, 2–10 см; голови 2–6(15)-квіткові 4.5–6.5 мм діаметром. Листочки оцвітини 1.5-3.5 мм, від зеленого до темно-коричневого кольору, зовнішні гострі, внутрішні тупі. Капсули 2.5–4 мм. Насіння еліпсоїдне, 0.5–0.6 мм, ясного, жовто-коричневого кольору. 2n=40. Цвіте у червні–липні, плодоносить у серпні–вересні. Розмножується насінням та вегетативно.

## Поширення
Трапляється більш-менш по всій Європі, але виходить за межі регіону тільки в Північній Африці. Він був введений в Маврикію, Австралію, Нову Зеландію, Канаду та США. Зростає на воді, у відкритих, часто сезонно вологих місцях проживання, на від кислих до нейтральних ґрунтах. Він може терпіти глибоке занурення і вижити на пісках, які є вологими протягом усього кількох тижнів у зимовий період.
В Україні зростає на Правобережному Поліссі, в Закарпатті, поодиноко — в інших регіонах Правобережжя. Адм. регіони: Вл, Рв, Жт, Кв, Зк, Хм. Охороняють в Поліському, Рівненському та Черемському ПЗ, НПП «Прип'ять-Стохід» та Нобельському НПП. Осушення боліт призвело до скорочення ареалу Juncus bulbosus на території України. В Україні проходить східна межа поширення виду.

## Галерея

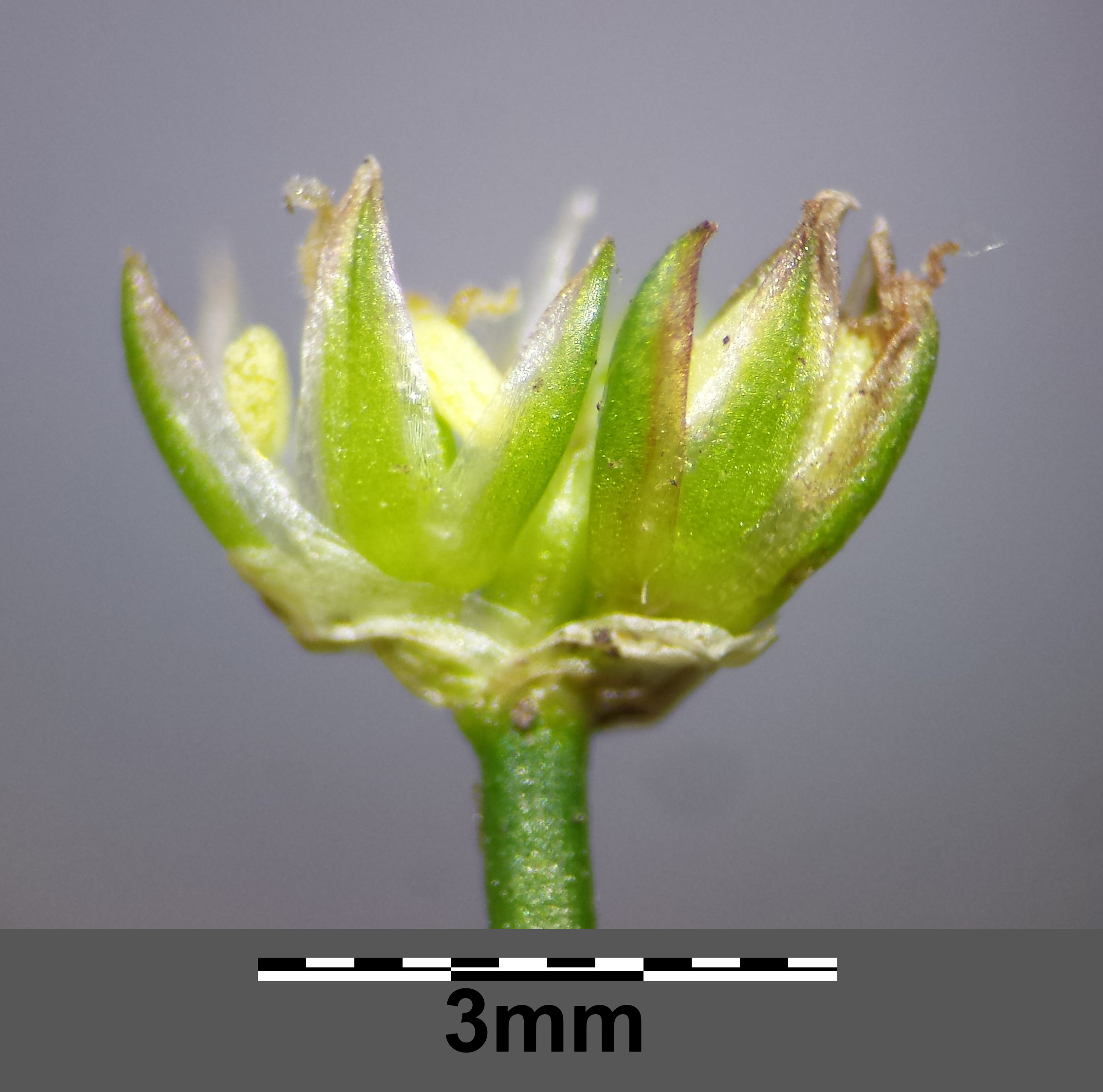
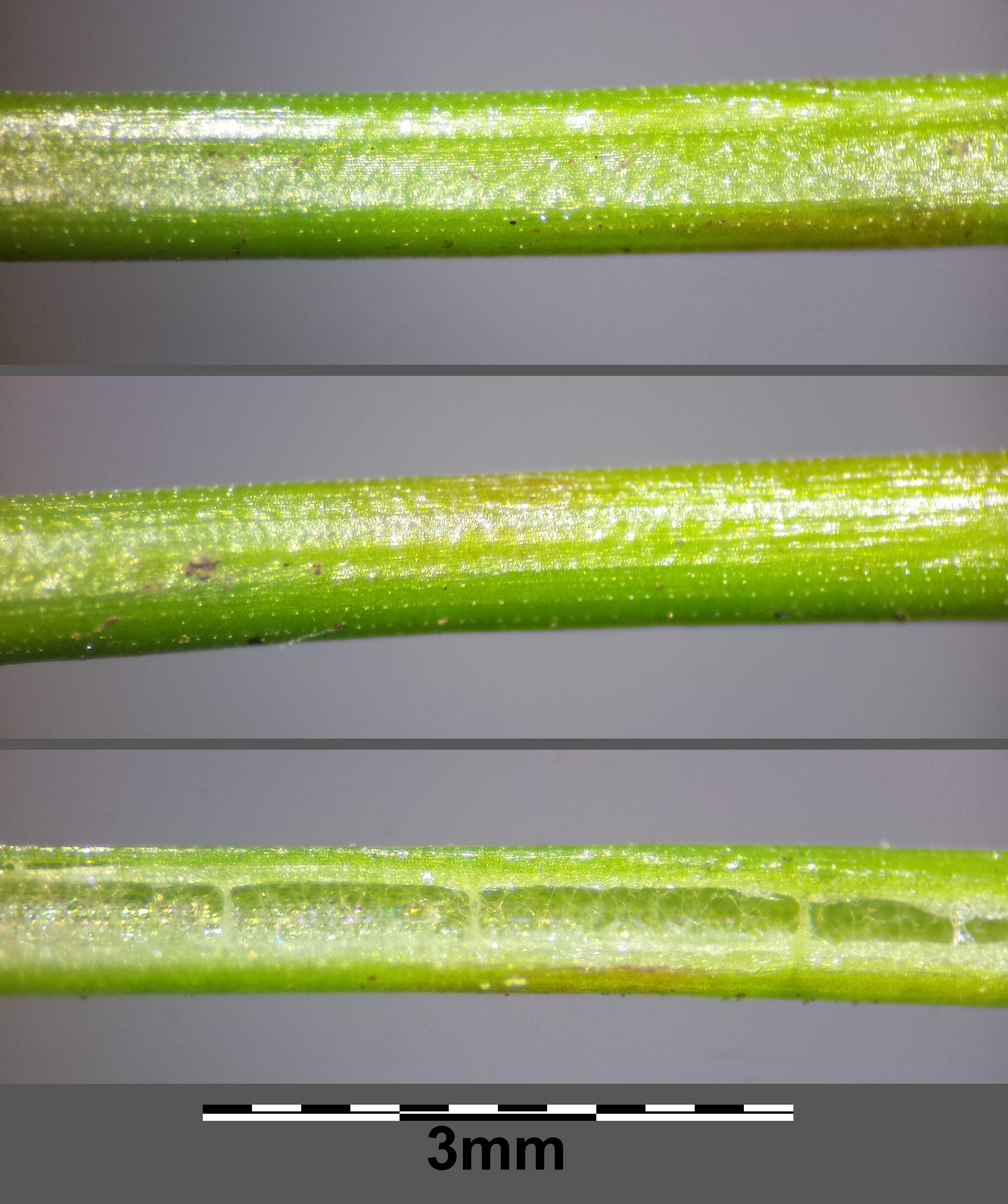
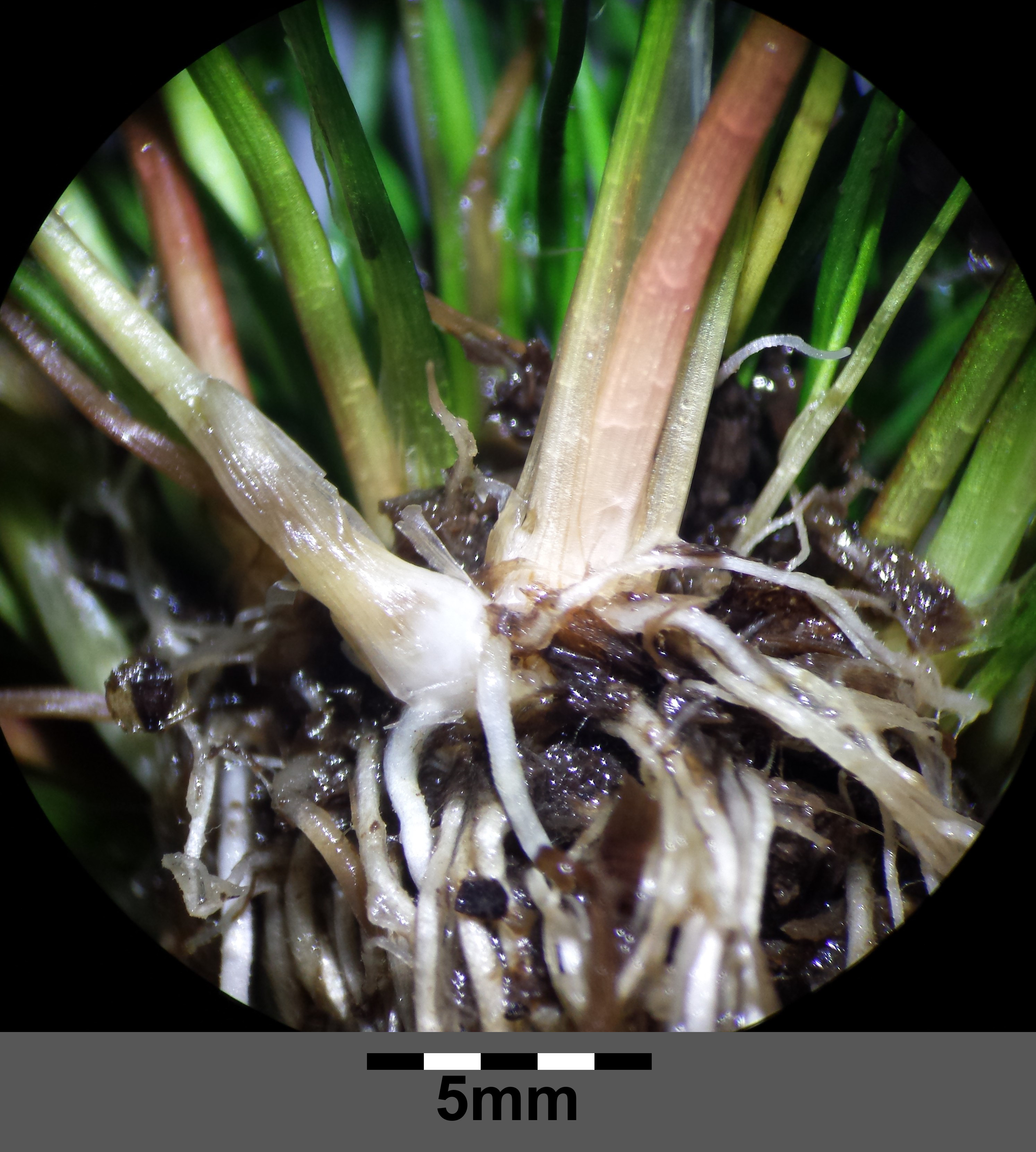
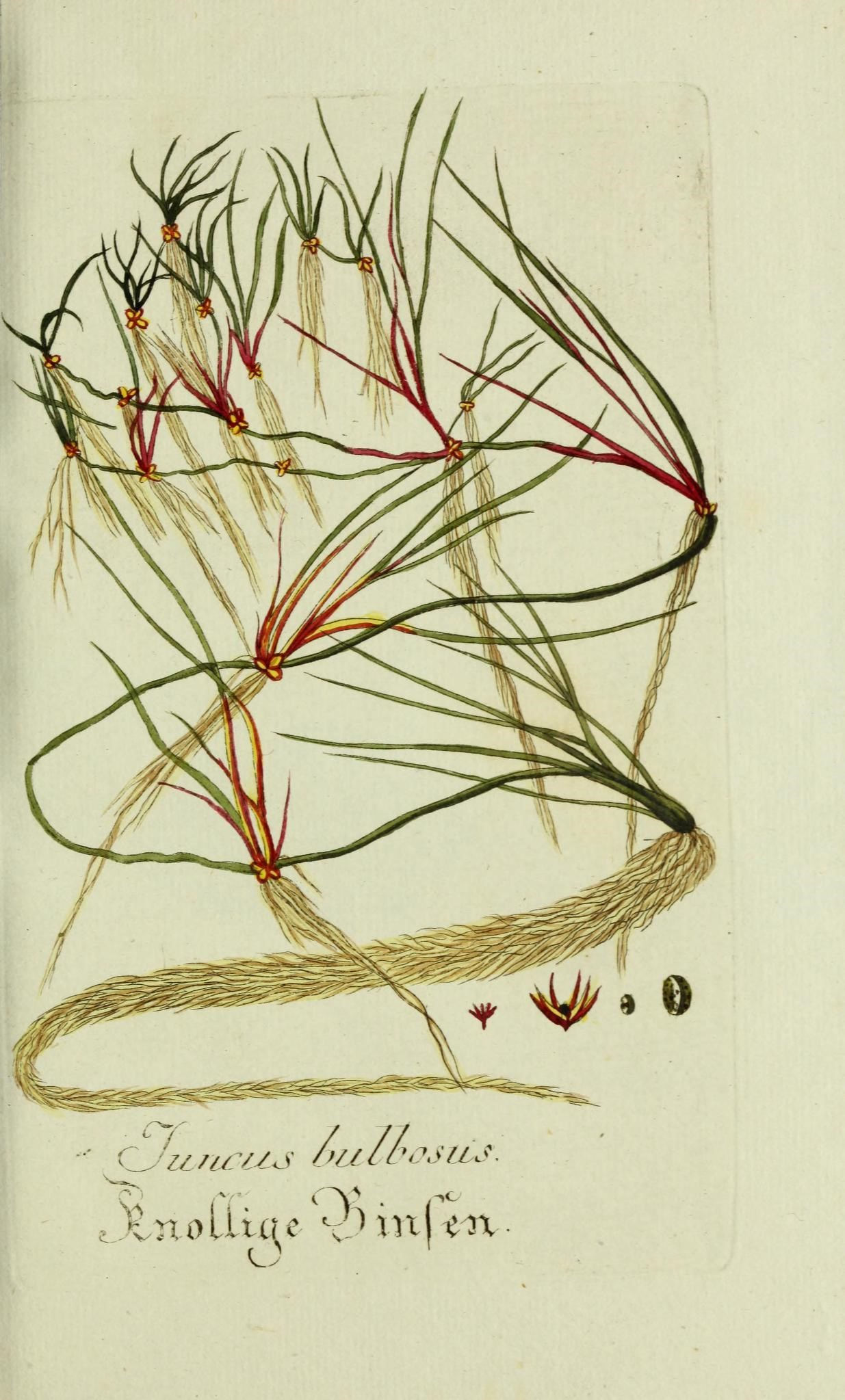